# Petalocephala alata
Petalocephala alata är en insektsart som beskrevs av Evans 1969. Petalocephala alata ingår i släktet Petalocephala och familjen dvärgstritar. Inga underarter finns listade i Catalogue of Life.